# Literaturjahr 1511
Liste der Literaturjahre

◄◄ | ◄ | 1507 | 1508 | 1509 | 1510 | Literaturjahr 1511 | 1512 | 1513 | 1514 | 1515 | ► | ►►

Weitere Ereignisse
Dieser Artikel behandelt das Literaturjahr 1511.

## Ereignisse

### Prosa
- Die zur Narrenliteratur gezählte ironische Lehrrede Lob der Torheit von Erasmus von Rotterdam, die dieser 1509 während eines Aufenthaltes bei seinem Freund Thomas Morus in England verfasst hat, erscheint in Paris und Straßburg erstmals in Druck.
- Jean Lemaire de Belges beginnt mit der Arbeit an dem Werk Les illustrations de Gaule et singularités de Troye.

### Sachbücher
- Der Laienspiegel von Ulrich Tengler, eines der bedeutendsten Rechtsbücher der Neuzeit, erscheint in überarbeiteter Form mit sechs neuen Holzschnitten von Hans Schäufelin in Augsburg.

Titelholzschnitt des Sumarius

- Die Druckschrift Warhafftig Sumarius der gerichts hendel wird bei Johann Hanau in Frankfurt an der Oder in einer frühneuhochdeutschen und in einer mittelniederdeutschen Fassung gedruckt.

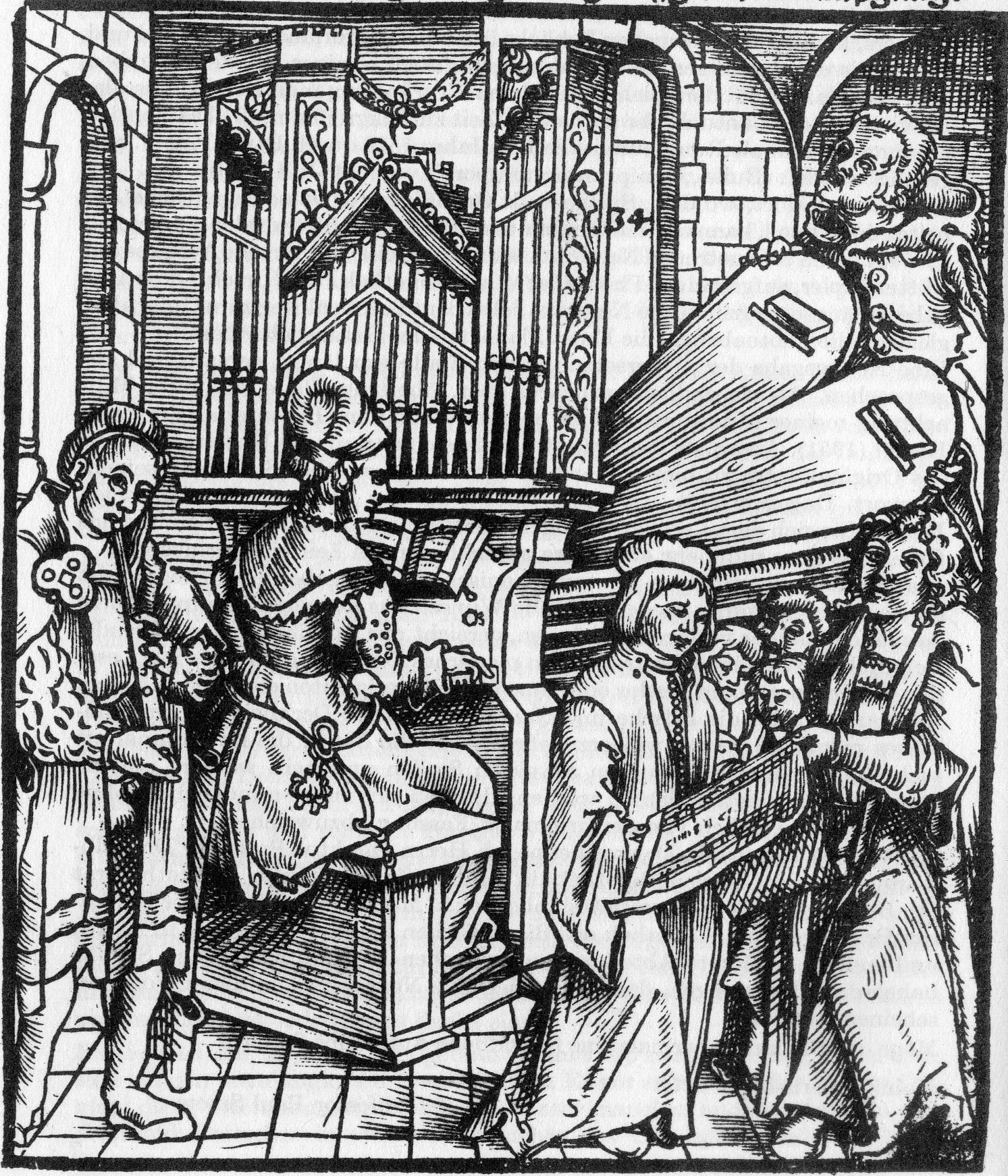
Titelbild des Spiegel der Orgelmacher und Organisten

- Der Organist Arnolt Schlick veröffentlicht in Speyer den Spiegel der Orgelmacher und Organisten. In diesem Werk behandelt er auf 59 Seiten Aspekte des Orgelbaus wie Mensur, Pfeifenmaterial, Bälge, Windladen und Aufstellungsort sowie Zeitpunkt und Art der Stimmung von Orgeln, wobei er dabei nicht die zu dieser Zeit übliche Mitteltönige Stimmung beschreibt, sondern eine praxisorientierte ungleichschwebende Stimmung vorschlägt, ähnlich der Werckmeister-Stimmung 170 Jahre später.
- Ohne das Einverständnis des Autors erscheint in Sevilla die erste Ausgabe des historischen Werkes De Orbe Novo Decades von Petrus Martyr von Anghiera über die Entdeckung der „Neuen Welt“ durch die Spanier.

### Religion
- Januar: Wenige Monate nach dem Tod des Predigers Johann Geiler von Kaysersberg gibt sein Schüler Jakob Otter unter dem Titel Navicula sive Speculorum Fatuorum Geilers Predigtzyklus zu Sebastian Brants 1497 erschienener Satire Das Narrenschiff heraus.

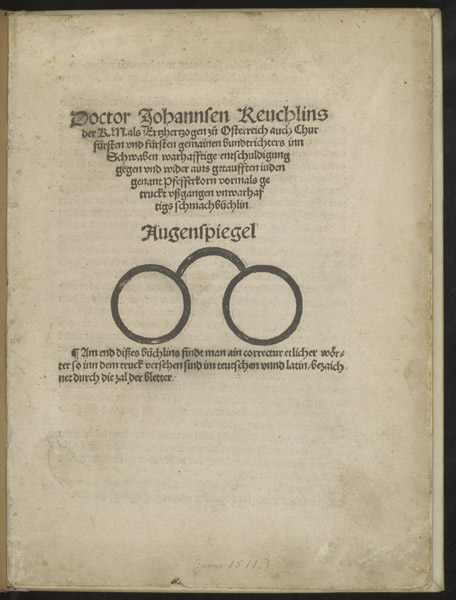
Der Augenspiegel

Der Kölner Metzger Johannes Pfefferkorn, ein zum Christentum konvertierter Jude, verfasst das judenfeindliche Pamphlet Handtspiegel gegen Johannes Reuchlin und dessen positives Gutachten über den Talmud. Reuchlin antwortet im Herbst mit der Schrift Augenspiegel, die in der Druckerei von Thomas Anshelm gedruckt wird und anschließend auf der Frankfurter Buchmesse erscheint. Der Streit eskaliert in den nächsten Jahren trotz eines kaiserlichen Schweigegebots, indem weite Teile der Bildungselite in Deutschland und über Deutschland hinaus für eine der beiden Seiten Partei ergreifen, und gipfelt in den sogenannten Dunkelmännerbriefen des Jahres 1515.  
Das vom Bremer Erzbischof Johann III. Rode von Wale in Auftrag gegebene Messbuch Missale secundum ritum ecclesie Bremense wird fertiggestellt. Dieses Messbuch gemäß den in der bremischen Kirche üblichen Gepflogenheiten beschreibt den im Mittelalter nur in der Diözese Bremen gültigen Ritus für die Heilige Messe. Es enthält in lateinischer Sprache die feststehenden und wechselnden biblischen Texte, Gebete und Gesänge für die Gottesdienste und ist bis ins Jahr 1532 in Gebrauch.

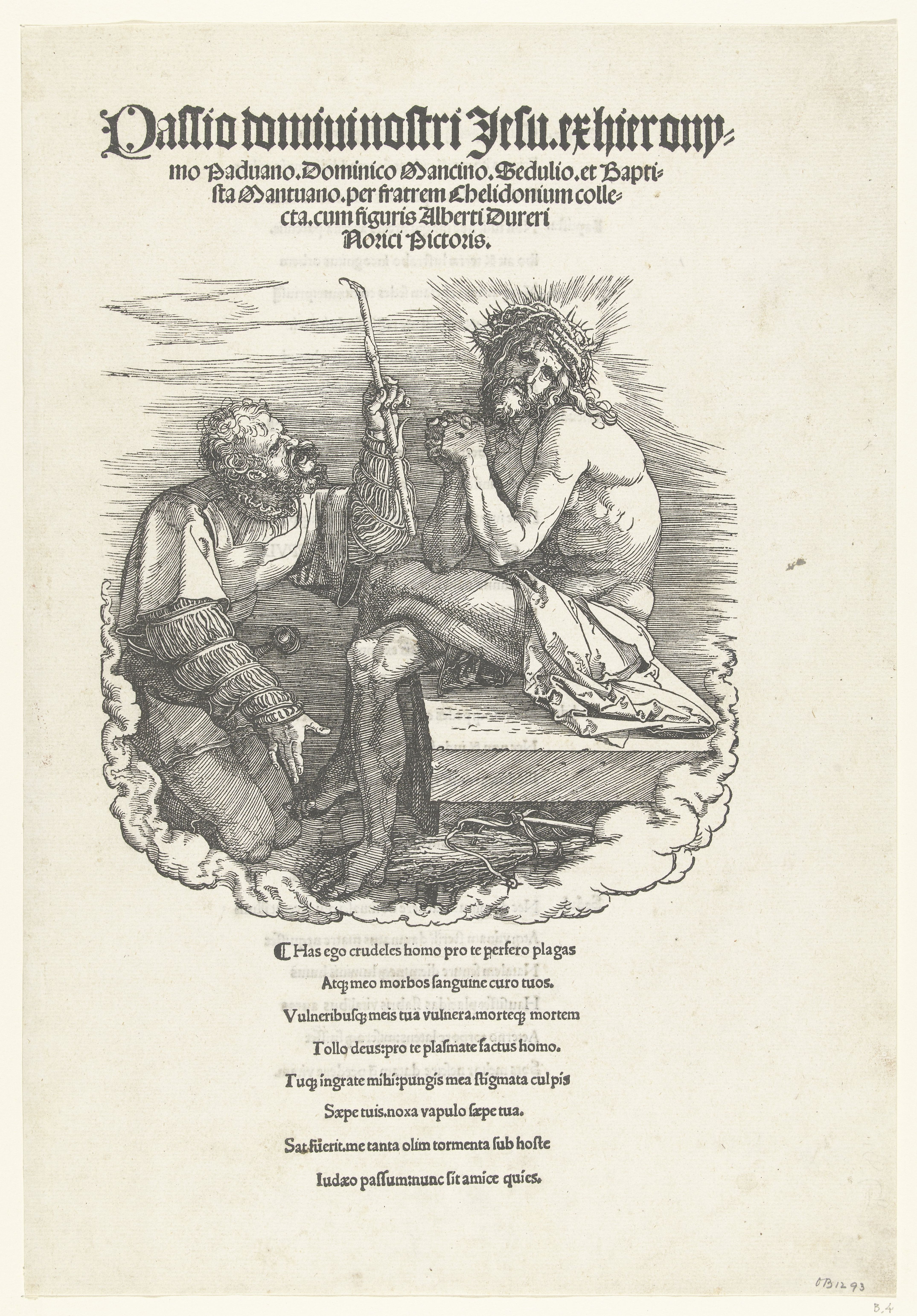
Titelblatt der Großen Passion

- Der Benediktiner Benedictus Chelidonius verfasst die Große Passion mit Holzschnitten von Albrecht Dürer. Es handelt sich im Inhalt um die Passionsgeschichte Christi, die jedoch nicht der Bibel gemäß erzählt wird.

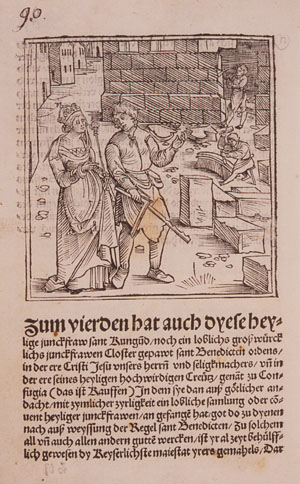
Abbildung aus dem Druck von 1511

- Der Benediktinermönch Nonnosus Stettfelder verfasst im Kloster Michelsberg das anschließend in Bamberg gedruckte deutschsprachige Heiligenlebenpaar über Kaiser Heinrich II. und Kaiserin Kunigunde. Dazu übersetzt er vor allem die lateinischen hagiographischen Quellen über das Kaiserpaar, die Vita Henrici von ca. 1160 und die um 1199 entstandene Vita Cunegundis sowie kleinere Texte.

## Geboren
- 6. Juni: Jakob Degen, deutscher Jurist, Mediziner und Philosoph († 1587)
- 30. Juli: Giorgio Vasari, italienischer Hofkünstler und Biograph († 1574)

- 8. November: Paul Eber, deutscher Theologe, Kirchenliederdichter und Reformator († 1569)
- 15. November: Johannes Secundus (Jan Nicolai Everaerts), niederländischer neulateinischer Dichter, Maler und Bildhauer († 1536)

## Gestorben
- Johannes Petri, deutscher Buchdrucker (* 1441)
- Matthias Ringmann, deutscher humanistischer Philologe und Dichter, der für die Bezeichnung des Namens Amerika verantwortlich ist (* 1482)